# توسع الحويضة
توسع الحويضة أو توسع حوض الكلوة (بالإنجليزية: Pyelectasis)‏ هو تمدد الحوض الكلوي. وهو نتيجة موجات شائعة نسبيا في الأجنة، وهو أكثر شيوعا بنسبة ثلاث مرات في الأجنة الذكورية.
في معظم الحالات، يعالج التضيق بشكل طبيعي، دون وجود أي آثار سيئة على الطفل. أهميته في الأجنة ليست واضحة. كان يُعتقد أنها علامة على الاعاقة، ولكن في معظم الحالات يتم حلها تلقائيًا. في بعض الدراسات ظهر أنه يظهر ويختفي عدة مرات طوال فترة الحمل. هناك بعض النقاش حول أي درجة منه تعتبر شديدة بما فيه الكفاية لتبرير مزيد من التحقيق ومعظم السلطات استخدام 6مم كنقطة قطع.
يعتبر توسع الحويضة «علامة لينة» لمتلازمة داون، وهذا إلى جانب عوامل أخرى مثل العمر وفحص المصل الأمومي غير الطبيعي (exa، شاشة مدمجة أو رباعية) قد يكون سبباً لاختبار تشخيصي قبل الولادة مثل اختبار السائل الأميني في استبعاد متلازمة داون.
قد يعاني الأطفال الذين لم يعالجو من اتساع الحوض الكلوي مشاكل المسالك البولية التي تتطلب عملية جراحية.

## المعنى
علم أصل الكلمة والنطق:
الحويضة وهذا يعني «[الكلى] الحوض»، و، توسع: وهذا يعني «تمدد».